# Morske, Mîkolaiiv
Morske (în ucraineană Морське) este un sat în comuna Kobleve din raionul Mîkolaiiv, regiunea Mîkolaiiv, Ucraina.

## Demografie
Componența lingvistică a localității Morske
     Ucraineană (94,12%)
     Rusă (5,88%)
Conform recensământului din 2001, majoritatea populației localității Morske era vorbitoare de ucraineană (94,12%), existând în minoritate și vorbitori de rusă (5,88%).